# ORP Dzik (1966)
ORP „Dzik” – polski okręt podwodny projektu 641 (w kodzie NATO: typu Foxtrot), zbudowany w ZSRR. Był to trzeci polski okręt o tej nazwie.
Okręt zwodowany został w leningradzkiej stoczni Sudomiech jako B-441 20 maja 1966 roku.
W 1988 roku Polska wydzierżawiła, a następnie zakupiła (okręt przekazany został w zamian za zobowiązania strony radzieckiej wobec Stoczni Marynarki Wojennej) tę jednostkę wraz z bliźniaczym ORP „Wilk”. ORP „Dzik” działał wcześniej w składzie Floty Północnej Marynarki Wojennej ZSRR. 9 listopada 1988 roku w Rydze rozpoczęto prace odbiorcze, 7 grudnia 1988 roku, po zakończeniu prac nad przekazaniem okrętu, odbyło się podniesienie polskiej bandery wojennej. 12 grudnia okręt opuścił Rygę i nazajutrz zacumował w Porcie Wojennym w Gdyni-Oksywiu.
W czerwcu 1998 roku „Dzik” po ucharakteryzowaniu (dobudowaniu z blachy osłony kiosku i atrapy maski armaty) i przemalowaniu na szaro grał rolę okrętu podwodnego „Orzeł” na potrzeby  filmu Bogusława Wołoszańskiego poświęconego temu okrętowi.
W dniach 2–3 sierpnia 1999 roku wziął udział w ćwiczeniach na Bałtyku z NATO-wskim zespołem Stałych Sił Morskich Atlantyku STANAVFORLANT
.
W czasie służby w Marynarce Wojennej przeszedł 43 000 mil morskich, (w tym 13 500 w zanurzeniu), wykonał 583 zanurzenia. Po bezskutecznych próbach sprzedaży za granicę, 27 kwietnia 2005 został przeholowany do Gdańska i wkrótce po tym pocięty na złom na terenie byłej Stoczni Gdańskiej. Obudowa kiosku została zachowana dla Muzeum Marynarki Wojennej w Gdyni.

## Dowódcy
- kmdr ppor. Ryszard Latos
- kmdr ppor. Józef Barański
- kmdr ppor. Czesław Dyktyński
- kmdr ppor. Mirosław Mordel
- kmdr ppor. Jarosław Miłowski
- kmdr ppor. Sławomir Kuźmicki
- kmdr ppor. Dariusz Larowski